# جيم برادي (لاعب كرة قدم أمريكية)
جيم برادي (بالإنجليزية: Jim Brady)‏ هو لاعب كرة قدم أمريكية أمريكي، ولد في 11 أغسطس 1907 في أوكلاهوما في الولايات المتحدة، وتوفي في 12 يناير 1984 في هاواي في الولايات المتحدة.